# 日本名作選
『日本名作選』（にほんめいさくせん）は、日本文学館刊行の文豪小説文庫シリーズ。2003年4月の刊行から、2007年まで数ヶ月に1冊のペースで出版される。通常の文庫シリーズであれば小型の文庫本サイズで刊行されるが（新潮文庫や岩波文庫、光文社文庫の類）名作選シリーズは難解な活字が読みやすいように四六判で規格が統一されている。これは講談社文芸文庫と同様の方式であり、このような文庫の書籍方針を用いているのは講談社と日本文学館のみである。文豪小説の再版は編集などが骨の折れる仕事なので、よほど大手の出版社でないかぎり、刊行している版元は意外に少ない。

## 主な日本名作選シリーズ
- 明治の文豪編「坊っちゃん」　夏目漱石　(ISBN 4776500019)
- 明治の文豪編「武蔵野」「酒中日記」「恋を恋する人」　国木田独歩　(ISBN 4776500264)
- 明治の文豪編「にごりえ」「たけくらべ」「大つごもり」「十三夜」　樋口一葉　(ISBN 4776502461)
- 明治の文豪編「悲しき玩具」「一握の砂」　石川啄木　(ISBN 4776500612)
- 明治の文豪編「舞姫」「阿部一族」「ヰタ・セクスアリス」　森鷗外　(ISBN 4776500027)
- 大正の文豪編「羅生門」「鼻」「河童」　芥川龍之介　(ISBN 9784776511373)